# Christian Gyldenløve
Christian Gyldenlove (Copenaghen, 28 febbraio 1674 – Odense, 16 luglio 1703) è stato un generale danese.

## Biografia
Fu un figlio naturale che Cristiano V di Danimarca, re di Danimarca e Norvegia, ebbe dall'amante Sofia Amalia Moth.
Ricevette una educazione militare e venne formato dallo zio Ulrik Frederik Gyldenløve, con la cui figlia Charlotte Amalia venne fidanzato all'età di otto anni. Soggiornò nei Paesi Bassi dal 1682 al 1684 e a Torino tra il 1688 e il 1690.
Nel 1691 partì per la Francia dove prestò servizio nell'esercito per completare il suo addestramento.
Nel 1693 ricevette l'Ordine dell'Elefante.
Già da giovanissimo suo padre gli concesse titoli e rendite: divenne conte di Samsoe, barone di Høgholm, proprietario delle residenze di Assen Feldt e Gisselfeld, governatore di Bergen nel 1699 e fu generale nell'esercito norvegese.
Il 27 novembre 1696 sposò la sua promessa sposa Charlotte Amalia. Il matrimonio durò tre anni: sua moglie morì di parto il 1º dicembre 1699. Dall'unione nacquero due figlie:
- Christiane Charlotte (Copenaghen, 7 luglio 1698 - 5 ottobre 1699);
- Friederike Louise (Akershus, 2 ottobre 1699 - Sønderborg, 2 dicembre 1744), sposò Cristiano Augusto I, Duca di Schleswig-Holstein-Sonderburg-Augustenburg.

Il 27 maggio 1701 si risposò con Dorotea Crow, figlia del colonnello Mogens Crow, da cui ebbe due figli maschi:
- Christian (Verona, 1º agosto 1702 - Copenaghen, 17 febbraio 1728), si sposò due volte ed ebbe discendenza;
- Frederik (Assendrup, 1º novembre 1703 - Århus, 18 luglio 1770), si sposò ed ebbe discendenza.

Durante un viaggio in cui accompagnava il re Federico IV, suo fratellastro, contrasse il vaiolo e morì a Odense nel 1703.

## Ascendenza
|                                         |                      |                                    | Genitori                                            |  |  | Nonni |  |  | Bisnonni                      |  |  | Trisnonni                    |  |
|                                         |                      |                                    |                                                     |  |  |       |  |  | Christian IV, re di Danimarca |  |  | Frederik II, re di Danimarca |  |
|                                         |                      |                                    |                                                     |  |  |       |  |  | Christian IV, re di Danimarca |  |  | Frederik II, re di Danimarca |  |
|                                         |                      | Sophie von Mecklenburg-Güstrow     |                                                     |  |  |       |  |  | Christian IV, re di Danimarca |  |  |                              |  |
| Frederik III, re di Danimarca           |                      |                                    |                                                     |  |  |       |  |  | Christian IV, re di Danimarca |  |  |                              |  |
|                                         |                      | Anna Katharina von Brandenburg     | Joachim Friedrich, principe elettore di Brandeburgo |  |  |       |  |  |                               |  |  |                              |  |
|                                         |                      | Anna Katharina von Brandenburg     | Joachim Friedrich, principe elettore di Brandeburgo |  |  |       |  |  |                               |  |  |                              |  |
|                                         |                      | Anna Katharina von Brandenburg     | Katharina von Brandenburg-Küstrin                   |  |  |       |  |  |                               |  |  |                              |  |
| Christian V, re di Danimarca            |                      | Anna Katharina von Brandenburg     |                                                     |  |  |       |  |  |                               |  |  |                              |  |
|                                         |                      | Georg, duca di Brunswick-Lüneburg  | Wilhelm, duca di Brunswick-Lüneburg                 |  |  |       |  |  |                               |  |  |                              |  |
|                                         |                      | Georg, duca di Brunswick-Lüneburg  | Wilhelm, duca di Brunswick-Lüneburg                 |  |  |       |  |  |                               |  |  |                              |  |
|                                         |                      | Georg, duca di Brunswick-Lüneburg  | Dorothea af Danmark                                 |  |  |       |  |  |                               |  |  |                              |  |
| Sophie Amalie von Braunschweig-Lüneburg |                      | Georg, duca di Brunswick-Lüneburg  |                                                     |  |  |       |  |  |                               |  |  |                              |  |
|                                         |                      | Anna Eleonore von Hessen-Darmstadt | Ludwig V, langravio d'Assia-Darmstadt               |  |  |       |  |  |                               |  |  |                              |  |
|                                         |                      | Anna Eleonore von Hessen-Darmstadt | Ludwig V, langravio d'Assia-Darmstadt               |  |  |       |  |  |                               |  |  |                              |  |
|                                         |                      | Anna Eleonore von Hessen-Darmstadt | Magdalena von Brandenburg                           |  |  |       |  |  |                               |  |  |                              |  |
| Christian Gyldenløve                    |                      | Anna Eleonore von Hessen-Darmstadt |                                                     |  |  |       |  |  |                               |  |  |                              |  |
|                                         | Mathias Poulsen Moth | Poul Moth                          |                                                     |  |  |       |  |  |                               |  |  |                              |  |
|                                         | Mathias Poulsen Moth | Poul Moth                          |                                                     |  |  |       |  |  |                               |  |  |                              |  |
|                                         | Mathias Poulsen Moth | Margrethe Volradsdatter Schröder   |                                                     |  |  |       |  |  |                               |  |  |                              |  |
| Poul Mathiasen Moth                     | Mathias Poulsen Moth |                                    |                                                     |  |  |       |  |  |                               |  |  |                              |  |
|                                         |                      | Ingeborg Jørgensdatter             | …                                                   |  |  |       |  |  |                               |  |  |                              |  |
|                                         |                      | Ingeborg Jørgensdatter             | …                                                   |  |  |       |  |  |                               |  |  |                              |  |
|                                         |                      | Ingeborg Jørgensdatter             | …                                                   |  |  |       |  |  |                               |  |  |                              |  |
| Sophie Amalie Moth, contessa di Samsøe  |                      | Ingeborg Jørgensdatter             |                                                     |  |  |       |  |  |                               |  |  |                              |  |
|                                         |                      | Rudolph Burenæus                   | …                                                   |  |  |       |  |  |                               |  |  |                              |  |
|                                         |                      | Rudolph Burenæus                   | …                                                   |  |  |       |  |  |                               |  |  |                              |  |
|                                         |                      | Rudolph Burenæus                   | …                                                   |  |  |       |  |  |                               |  |  |                              |  |
| Ida Dorothea Burenæus                   |                      | Rudolph Burenæus                   |                                                     |  |  |       |  |  |                               |  |  |                              |  |
|                                         |                      | Ida Rothfelsen                     | Vigillius Rothfelsen                                |  |  |       |  |  |                               |  |  |                              |  |
|                                         |                      | Ida Rothfelsen                     | Vigillius Rothfelsen                                |  |  |       |  |  |                               |  |  |                              |  |
|                                         |                      | Ida Rothfelsen                     | …                                                   |  |  |       |  |  |                               |  |  |                              |  |
|                                         |                      | Ida Rothfelsen                     |                                                     |  |  |       |  |  |                               |  |  |                              |  |